# Naturschutzgebiet Faule und Lange Siepen
Das Naturschutzgebiet Faule und Lange Siepen mit einer Größe von 57,9 ha liegt im Oberen Arnsberger Wald im nördlichen Stadtgebiet von Olsberg im Hochsauerlandkreis. Das Gebiet wurde 2004 mit dem Landschaftsplan Olsberg durch den Hochsauerlandkreis als Naturschutzgebiet (NSG) ausgewiesen. Das NSG besteht aus zwei Teilflächen. Westlich grenzt direkt die Gemeinde Bestwig an. Im Norden grenzt das Stadtgebiet von Warstein an.

## Gebietsbeschreibung
Beim NSG handelt es sich bei der westlichen Teilfläche um das Bachsystem des Faulen Siepen. Dabei fließt der Bach Faulen Siepen an der Stadtgrenze. Der Bach Lange Siepen fließt von Süden zum Faulen Siepen. In der östlichen Teilfläche befindet sich der Bach Landgrafenspring.
Im NSG finden sich Erlenbruch und Auwälder. Ein Rotbuchenwald wurde ins NSG einbezogen. Im NSG kommen seltene Tier- und Pflanzenarten vor.

## Schutzzweck
Das NSG soll die Bäche mit Aue und deren Arteninventar schützen.
Wie bei allen Naturschutzgebieten in Deutschland wurde in der Schutzausweisung darauf hingewiesen, dass das Gebiet „wegen der Seltenheit, besonderen Eigenart und Schönheit des Gebietes“ zum Naturschutzgebiet wurde.